# Lev Isaakovič Šestov
Lev Isaakovič Šestov (in russo Лев Исаакович Шестов?, nato col nome di Ieguda Lejb Švarcman, in russo Иегуда Лейб Шварцман?; Kiev, 31 gennaio 1866 – Parigi, 19 novembre 1938) è stato un filosofo e scrittore russo e sovietico di origini ebraiche, esponente dell'esistenzialismo.

## Biografia

### La formazione
Lev Šestov, nom de plume di Ieguda Lejb Švarcman, nacque il 31 gennaio 1866 a Kiev in una famiglia ebraica. Ebbe un'educazione irregolare, fatta di tanti trasferimenti da una scuola all'altra a causa dei suoi scontri con le autorità. Avrebbe voluto studiare diritto e matematica all'Università di Mosca ma, dopo uno scontro con l'ispettore degli studenti, fu rimandato a Kiev, dove completò i suoi studi.

### I primi scritti
La dissertazione che presentò gli impedì di divenire dottore in legge poiché fu rifiutata, in quanto troppo rivoluzionaria. Nel 1898 entrò a far parte di un circolo di prominenti intellettuali e artisti russi che includeva Nikolaj Berdjaev, Sergej Djagilev, Dmitrij Merežkovskij e Vasilij Rozanov. Šestov contribuì con i suoi articoli al giornale pubblicato dal circolo e, durante questo periodo, completò la sua prima opera filosofica maggiore: Il bene nella dottrina del conte Tolstoj e di F. Nietzsche (1899) (sia Tolstoj sia Nietzsche ebbero, insieme a Dostoevskij, una profonda influenza sulla sua filosofia).
Nel 1903 pubblicò una delle sue opere maggiori, La filosofia della tragedia. Dostoevskij e Nietzsche, seguito nel 1905 da Tutto è possibile, dove adottò uno stile aforistico di stampo nietzscheano e accennò ad alcuni temi - religione, razionalismo, scienza - che avrebbe poi sviluppato pienamente in seguito. Il lavoro di Šestov conobbe inizialmente pochi consensi e critica fu anche la più stretta cerchia dei suoi amici che vedevano, nella sua rinuncia a ragione e a metafisica, una deriva verso il nichilismo.

### I contrasti con i bolscevichi
Nel 1908 si trasferì a Friburgo, in Germania, dove visse fino a quando, nel 1910, si trasferì nel villaggio svizzero di Coppet. Furono anni di prolifico lavoro, durante i quali pubblicò La grande vigilia e Le penultime parole. Ritornò a Mosca in piena Prima guerra mondiale, nel 1915, quando suo figlio Sergej fu ucciso in combattimento dai tedeschi. In questo periodo il suo lavoro divenne più attento ai problemi della religione e della teologia. L'avvento dei Bolscevichi al governo rese la vita difficile a Šestov: nel 1919 i Bolscevichi gli imposero di scrivere una difesa della dottrina marxista come introduzione al suo nuovo lavoro Potestas Clavium, senza la quale non sarebbe stato pubblicato. Šestov si rifiutò e ritornò a Kiev, dove insegnò filosofia greca all'università.

### L'esilio parigino
Il disaccordo con il regime sovietico portò Šestov a intraprendere un lungo itinerario lontano dalla Russia che lo condusse in Francia (1920), dove divenne popolare grazie al riconoscimento della sua originalità. Fu invitato a collaborare con riviste di filosofia e, negli anni tra le due guerre, continuò a sviluppare il suo pensiero (componendo tra l'altro un'opera atipica come Sulla bilancia di Giobbe) fino a diventare un filosofo di grande influenza, per quanto non partecipante ai circuiti accademici. Si immerse nello studio dei grandi filosofi, soprattutto Pascal e Plotino, tenendo nel frattempo lezioni alla Sorbona (1925). Nel 1926 incontrò Edmund Husserl, con il quale mantenne una cordiale relazione nonostante le radicali differenze tra le loro filosofie.
Nel 1929, durante un viaggio a Friburgo, incontrò Martin Heidegger e intraprese uno studio più approfondito del lavoro di Kierkegaard. Fu per lui una scoperta che lo portò a rendersi conto che le loro filosofie avevano forti somiglianze (per esempio, il rigetto dell'idealismo e la convinzione che la conoscenza umana passi più attraverso il pensiero soggettivo che attraverso la ragione oggettiva e totalitaria). Comunque, Šestov aveva già maturato indipendentemente dal filosofo danese il proprio pensiero e riconobbe in quest'ultimo un "lottatore sconfitto", arresosi prima della fine alla "Necessità", come testimonia Kierkegaard e la filosofia esistenzialista, edito nel 1936, opera fondamentale del proto esistenzialismo.

### Gli ultimi anni
Ammalato, continuò a lavorare intorno alla sua opera capitale, Atene e Gerusalemme, dove spiega perché la ragione debba essere esclusa dalla filosofia. Il metodo scientifico, sostiene, ha reso la filosofia e la scienza incompatibili fra loro. Se la scienza si occupa di osservazioni empiriche, la filosofia al contrario si deve occupare per Šestov di libertà, di Dio, di immortalità: problemi, conclude, dove la scienza è del tutto inutile.
Nel 1938 cadde gravemente malato; morì il 19 novembre in una clinica della capitale francese. Volle che durante la sua sepoltura fosse recitato il Kaddish, anche per testimoniare la sua appartenenza carnale ad Israele. Questo particolare è ribadito da Benjamin Fondane.

## Il pensiero

### Una filosofia frammentaria
La filosofia di Šestov non presenta unitarietà sistematica, né un insieme coerente di proposizioni e nemmeno un'esposizione teoretica dei problemi filosofici che affronta. Gran parte del suo lavoro è di fatto frammentario, sia nella forma (aforismi, non linearità, più espressività che argomentatività) sia nei contenuti; ogni pagina sembra contraddire la precedente, e sempre Šestov ricerca il paradosso. Questo perché Šestov ritiene che la vita stessa sia, in ultima analisi, profondamente paradossale, impossibile da comprendere attraverso un'indagine logico-razionale. Šestov crede che nessuna teoria possa risolvere il mistero della vita, perciò la sua filosofia non risolve problemi, ma li crea, e prova a rendere l'apparire della vita il più enigmatico possibile.

### La critica al razionalismo
Punto di partenza di Šestov non è una teoria, ma un'esperienza di vita: l'esperienza della perdita, ovvero del venir meno delle certezze, della libertà, del senso. La radice della perdita è ciò che spesso chiama necessità, ma anche ragione, idealismo, fato: un certo modo di pensare (ma anche allo stesso tempo un aspetto reale del mondo) che sottomette la vita a idee, astrazioni, generalizzazioni e così facendo la sopprime, ignorando l'unicità e la vitalità del reale.
"Ragione" è l'obbedienza e l'accettazione di "certezze" che ci dicono che determinate cose sono eterne e immutabili, mentre altre sono impossibili. È questo il motivo per cui la sua filosofia è una forma di irrazionalismo, anche se Šestov non si oppone affatto alla ragione o alla scienza, ma soltanto al razionalismo e allo scientismo: la tendenza a considerare la ragione come una sorta di Dio onnipotente e onnisciente. La sua filosofia è anche una forma di personalismo, giacché le persone non possono essere ridotte a idee, strutture sociali o comunità mistiche.
Spiega Šestov in Atene e Gerusalemme:
Ma perché attribuire a Dio, al Dio che non ha limiti né di tempo né di spazio, lo stesso rispetto e amore per l'ordine? Perché parlare sempre di "totale unità"? Se Dio ama gli uomini, che bisogno ha di subordinare gli uomini alla sua volontà divina e di privarli della loro stessa volontà, la cosa più preziosa che ha donato loro? Non esiste alcuna necessità. Di conseguenza, l'idea di una totale unità è un'idea assolutamente falsa (...). Non è vietato per la ragione parlare di unità, o anche di più unità, ma essa deve rinunciare all'idea di unità totale.
Attraverso questo attacco all'autoevidenza, Šestov rimanda al fatto che siamo tutti allo stesso modo soli con la nostra sofferenza e che non possiamo essere aiutati dagli altri, né tanto meno dalla filosofia. Ed è questo il motivo per il quale non ha elaborato un sistema filosofico organico.

### La penultima parola
Ma la perdita, la disperazione, è solo la "penultima" parola. L'ultima parola non può essere detta in un linguaggio umano, né può essere catturata in una teoria. La filosofia di Šestov inizia con la perdita, il suo intero pensiero è disperato, ma Šestov tenta di individuare qualcosa oltre alla perdita e oltre alla filosofia. È ciò che chiama "fede": non una credenza, non una certezza, ma un altro modo di pensare che si soffermi nel mezzo del dubbio e dell'insicurezza più profondi. È l'esperienza che "tutto è possibile" delineata da Dostoevskij ne I fratelli Karamazov. L'opposto della necessità non è il caso o l'accidente, ma la possibilità: che esista un Dio che dia una libertà senza limiti o muri invalicabili.
Šestov riafferma che dobbiamo continuare a combattere contro il caso e contro la necessità, anche se un esito vittorioso non è affatto garantito. E proprio nel momento in cui tutti gli oracoli sono ridotti al silenzio, allora noi dovremmo abbandonarci a Dio, colui che solo può 
sostenere l'anima sofferente.

### Atene e Gerusalemme
Non soltanto nell'omonima opera principale, ma in tutto il pensiero di Šestov ricorre l'immagine, metaforica come gran parte del suo pensiero, del contrasto tra Atene e Gerusalemme, a volte anche definiti come i due piatti della bilancia che misura il valore della vita umana. Atene, per Šestov, è la visione del mondo dominata dalla razionalità: per riprendere Hegel, è quella dove è reale soltanto ciò che è razionale, misurabile, verificabile; è il mondo visto con gli occhi della scienza, retto dalla logica e dalla matematica. Ma, per quanto non intuitivamente, Šestov insiste nell'affermare che questa visione del mondo è soltanto una delle possibilità, indubbiamente utile per la vita quotidiana, ma del tutto insufficiente per placare le ansie di senso dell'uomo. Ad essa, contrappone Gerusalemme, il regno di ciò che c'è di più prezioso (il to timiòtaton di Plotino): l'emozione, il sentimento, l'amore, il paradosso, la fede, perfino l'arbitrio e il capriccio. Non c'è nessun motivo per investire tutto su un piatto solo, argomenta Šestov, e men che mai su quello di Atene

## La fortuna
Il pensiero di Šestov, pur originale e ricco di spunti, non conobbe una vasta diffusione, anche se tra i suoi estimatori si contano nomi di spicco della cultura europea del Novecento. I primi ad apprezzarne il valore furono, naturalmente, i filosofi e teologi russi coevi, come Nikolaj Berdjaev e Sergej Bulgakov.
Importante fu anche il suo lascito in Francia, dovuto soprattutto alle pagine che dedicarono a Šestov Albert Camus (che sul suo pensiero elaborò una sezione de Il mito di Sisifo), Benjamin Fondane, Emil Cioran e Gilles Deleuze; in Inghilterra la sua fortuna è legata soprattutto all'interessamento di D.H. Lawrence. Attualmente è attivo un gruppo di studiosi, facenti capo a Ramona Fotiade, che si occupano di divulgare il pensiero di Sestov e ne editano contributi critici, anche attraverso una rivista: Cahiers Léon Chestov.

## Opere tradotte in italiano
- Il sapere e la libertà,  traduzione di E. Valenziani, prefazione di A. Del Noce, Bocca, Milano, 1943
- Parmenide incatenato, traduzione di E. Valenziani, Bocca, Milano, 1944
- La notte di Getsemani, a cura di Enrico Emanuelli Rosa e Ballo, Milano, 1945;
- Concupiscentia irresistibilis : Della filosofia medioevale, traduzione di E. Valenziani, prefazione di A. Del Noce, Bocca, Milano, 1946
- Le rivelazioni della morte : Dostojevskj - Tolstoi, traduzione di E. Valenziani, Fussi, Firenze, 1948
- La filosofia della tragedia. Dostoevskij e Nietzsche,  a cura di Ettore Lo Gatto, Edizioni Scientifiche Italiane, Napoli, 1950; poi Costantino Marco, Lungro di Cosenza,  2004, con una nota di Sergio Givone; nuova cura e traduzione, nonché prima edizione annotata criticamente, di Luca Orlandini, Nino Aragno Editore, Torino, 2017; La filosofia della tragedia. Dostoevskij e Nietzsche,  a cura di Luca Orlandini, edizione annotata criticamente, nuova edizione rivista, De Piante Editore, Milano, 2024;
- Sulla bilancia di Giobbe. Peregrinazioni attraverso le anime, traduzione di Alberto Pescetto, con un saggio di Czesław Miłosz, Adelphi, Milano, 1991;
- Contra Husserl : tre saggi filosofici, a cura di Ferruccio Déchet, Guerini, Milano, 1994;
- Apoteosi della precarietà,  a cura di Raffaella Faggionato, Trauben, Torino, 2005;
- Atene e Gerusalemme. Saggio di Filosofia Religiosa, traduzione di Alessandro Paris, Bompiani, Milano, 2005
- L' eredità fatale : etica e ontologia in Plotino, a cura di Valentina Parisi ; introduzione di Giuseppe Riconda, Ananke, Torino, 2005
- Potestas Clavium, a cura di Glauco Tiengo ed Enrico Macchetti, traduzione di Enrico Macchetti, Bompiani, Milano, 2009;
- Kierkegaard e la filosofia esistenziale, a cura di Glauco Tiengo ed Enrico Macchetti, traduzione di Enrico Macchetti, Bompiani, Milano, 2009;
- Shakespeare e Turgenev, a cura di Glauco Tiengo ed Enrico Macchetti, traduzione di Enrico Macchetti, Bompiani, Milano, 2010;
- Gli inizi e le fini, a cura di Fabrizio Volpe, Carmagnola, Arktos, 2011;
- Speculazione e rivelazione, a cura di Glauco Tiengo ed Enrico Macchetti, traduzione di Enrico Macchetti, Bompiani, Milano, 2011;
- Edmund Husserl : ricordo di un filosofo,  traduzione di Andrea Oppo, Castelvecchi, Roma, 2014;
- L' idea di bene in Tolstoj e Nietzsche : filosofia e predicazione, traduzione di Bachisio Oppo e Andrea Oppo, Castelvecchi, Roma, 2014;
- La notte del Getsemani : saggio sulla filosofia di Blaise Pascal, traduzione di Giovanni Caviglione, Luni, Milano, 2014;
- Parmenide incatenato : le fonti delle verità metafisiche, traduzione di Giovanni Caviglione, Luni, Milano, 2016;